# Yvonne Hasan
Yvonne Hasan  (n. 12 ianuarie 1925, București – d. 10 august 2016, București) a fost o pictoriță, istoric de artă și profesor din România de origine evreiască.

## Biografie
În 1940 Hasan a fost exclusă din sistemul de educație publică datorită restricțiilor impuse evreilor în perioada guvernului Antonescu. Între 1942-1945 studiază arta cu M.H. Maxy în regim privat și le cunoaște pe Alma Redlinger și Eva Cerbu. După al doilea război mondial și-a continuat studiile în perioada 1945-1950 la Facultatea de Arte din București, cu Alexandru Ciucurencu. A urmat, în paralel, în perioada 1944-1947 cursurile Facultății de litere și filozofie, susținându-și licența în istoria artei și istoria filozofiei.
Din 1956 până în 1982 a predat  la Institutul de Arte Plastice „Nicolae Grigorescu” din București, în cadrul Catedrei de istorie a artei.  În 1975 și-a susținut doctoratul la aceeași instituție de învățământ cu o teză despre Paul Klee.
A fost membră a Uniunii Artiștilor Plastici încă de la înființare.
În 1947 s-a căsătorit cu Petre Solomon și în 1966 a avut un fiu, pe regizorul Alexandru Solomon. Nina Cassian a fost o prietenă apropiată a familiei Hasan.

## Opera
În 1945 a debutat la Salonul Național de Grafică din București. Ca pictoriță, Hasan a folosit în lucrările sale un colaj de elemente diverse: bucăți de lemn, ambalaje de săpun, plicuri de corespondență folosite, materiale textile rupte de timp. A realizat și unele lucrări sub formă de tapiserii în care stilul tradițional se îmbina cu forme expresioniste.

### Expoziții
A avut nouă expoziții personale la București (în 1956, 1962, 1968, 1975, 1979, 1984, 1992, 2000 și 2009), una la Tel Aviv (în 1985) precum și numeroase expoziții de grup.
După moartea artistei, a fost organizată în 2019 la Muzeul Național de Artă Contemporană o expoziție curatoriată de Adrian Buga cu lucrările ei. În 2020 expoziția a ajuns cu susținerea ICR la Roma.

## Publicații
În 1999 a publicat la Editura Meridiane volumul Paul Klee și arta modernă.
A scris și editat cursuri, studii, articole de istoria artei. Parte din ele se află pe propriul site.